# Michael O’Hara
Michael Futch O’Hara (* 15. September 1932 in Waco, Texas; † 1. Februar 2018) war ein US-amerikanischer Volleyballspieler.
O’Hara gewann die Goldmedaille bei den Panamerikanischen Spielen von 1959 und die Silbermedaille bei den Panamerikanischen Spielen von 1963. Er nahm mit der US-amerikanischen Volleyballnationalmannschaft der Männer an den Olympischen Spielen von 1964 teil. O’Hara war außerdem einer der besten Beachvolleyballspieler in der Geschichte des amerikanischen Volleyballs. Er gewann 38 Open Beach Championships und war somit an dritter Stelle derer, die dieses Turniere am meisten gewonnen haben.
1967 wurde er mit dem All-Time Great Volleyball Players Award von der USVBA ausgezeichnet. 1989 wurde er in die „Volleyball Hall of Fame“ aufgenommen.
Nachdem er mit dem Volleyballspielen aufhörte, war er Trainer der Jugendmannschaft Santa Monicas, danach Schiedsrichter und danach Mitglied des Vorstands des amerikanischen Volleyballs.